# Moviment boogaloo
El moviment boogaloo (anglès: boogaloo movement) és un moviment d'extrema dreta antigovernamental dels Estats Units, tot i que els seus membres s'identifiquen majoritàriament com llibertaris. Alguns analistes el consideren una milícia armada. Una xicoteta part dels seus membres condemnen el racisme i la supremacia blanca, i han intentat apropaments a moviments com Black Lives Matter, però hi ha escepticisme pel que fa a les intencions i la sinceritat de l'acostament. S'organitzen per internet i xarxes socials.
Des del 2019, almenys 31 persones afiliades al moviment boogaloo han estat acusades de delictes, incloses les matances de dos agents de seguretat i policia, un complot per segrestar la governadora de Michigan, Gretchen Whitmer, i incidents relacionats amb les protestes de George Floyd. A mitjan 2020, diverses empreses van actuar per limitar les activitats i la visibilitat del moviment a les xarxes socials i plataformes de xat.
El terme boogaloo fa referència al nom de la pel·lícula de culte Breakin' 2: Electric Boogaloo. Després del llançament de la pel·lícula, l'expressió "2: Electric Boogaloo" es va convertir en una frase pejorativa típica per a referir-se a una seqüela en senyal de paròdia. El moviment boogaloo va adoptar la seua identitat basant-se en l'anticipació d'una segona guerra civil nord-americana o una segona revolució americana, que es coneixia com a "Civil War 2: Electric Boogaloo" i que popularment es coneixia com "the boogaloo" entre els adherents.

## Ideologia
Els membres del moviment boogaloo s'oposen al govern i defensen el dret a portar armes recollit en la Segona Esmena.
Una part important dels seus adherents s'identifiquen com a llibertaris, mentre que altres individus es consideren anarcocapitalistes i minarquistes. Típicament creuen en l'acceleracionisme i desitgen intentar desestabilitzar la societat. Generalment es tracta de neonazis i racistes, i alguns d'ells creuen que la Segona Guerra Civil Americana serà una guerra racial. Un dels eixos centrals del discurs és l'oposició al control sobre la tinença d'armes.

## Estructura del moviment
El moviment manca d'una estructura organizacional.
La principal forma d'organització és la formació de grups de lliure accés en xarxes socials, en els quals acorden punts de trobada per a marxes i altres activitats.

## Membres
La major part dels seus integrants corresponen a civils que s'identifiquen amb ideologies vinculades a la dreta i a la lliure tinença d'armes, i estan en contra del govern.
Altres participants corresponen a membres actius i veterans de l'Exèrcit dels Estats Units.